# Teodor Peterson
Teodor Anders Peterson (Umeå, 1 mei 1988) is een Zweedse langlaufer. Hij vertegenwoordigde zijn vaderland op de Olympische Winterspelen 2010 in Vancouver, op de Olympische Winterspelen 2014 in Sotsji en op de Olympische Winterspelen 2018 in Pyeongchang.

## Carrière
Bij zijn wereldbekerdebuut, in maart 2009 in Lahti, scoorde Peterson direct zijn eerste wereldbekerpunten. In januari 2010 behaalde hij in Oberhof, tijdens de Tour de Ski, zijn eerste toptienklassering. Tijdens de Olympische Winterspelen van 2010 in Vancouver eindigde Peterson als elfde op de sprint, op de teamsprint eindigde hij samen met Marcus Hellner op de vijftiende plaats. 
Op de wereldkampioenschappen langlaufen 2011 in Oslo eindigde hij als zestiende op de sprint. In november 2011 boekte de Zweed, tijdens de Nordic Opening, zijn eerste wereldbekerzege. In het seizoen 2011/2012 won Peterson de wereldbeker sprint. In Val di Fiemme nam hij deel aan de wereldkampioenschappen langlaufen 2013. Op dit toernooi eindigde hij als vijftiende de sprint. Tijdens de Olympische Winterspelen van 2014 in Sotsji veroverde Peterson de zilveren medaille op de sprint. Op de teamsprint legde hij samen met Emil Jönsson beslag op de bronzen medaille.
Op de wereldkampioenschappen langlaufen 2015 in Falun eindigde de Zweed als zevende op de sprint, samen met Calle Halfvarsson eindigde hij als negende op de teamsprint. In Lahti nam hij deel aan de wereldkampioenschappen langlaufen 2017. Op dit toernooi eindigde hij als 24e op de sprint, op de teamsprint eindigde hij samen met Emil Jönsson op de achtste plaats. Tijdens de Olympische Winterspelen van 2018 in Pyeongchang eindigde Peterson als negende op de sprint.
Op de wereldkampioenschappen langlaufen 2019 in Seefeld eindigde de Zweed als 46e op sprint.

## Resultaten

### Olympische Winterspelen
| Jaar | Plaats      | Resultaten                                                |
| ---- | ----------- | --------------------------------------------------------- |
| 2010 | Vancouver   | 11e Sprint (klassieke stijl) 15e Teamsprint (vrije stijl) |
| 2014 | Sotsji      | Sprint (vrije stijl) · Teamsprint (klassieke stijl)       |
| 2018 | Pyeongchang | 9e Sprint (klassieke stijl)                               |

### Wereldkampioenschappen
| Jaar | Plaats        | Resultaten                                               |
| ---- | ------------- | -------------------------------------------------------- |
| 2011 | Oslo          | 16e Sprint (vrije stijl)                                 |
| 2013 | Val di Fiemme | 15e Sprint (klassieke stijl)                             |
| 2015 | Falun         | 7e Sprint (klassieke stijl) 9e Teamsprint (vrije stijl)  |
| 2017 | Lahti         | 24e Sprint (vrije stijl) 8e Teamsprint (klassieke stijl) |
| 2019 | Seefeld       | 46e Sprint (vrije stijl)                                 |

### Wereldbeker
Eindklasseringen
| Seizoen   | Algm | DI  | SP   | TdS |
| --------- | ---- | --- | ---- | --- |
| 2008/2009 | 98e  | -   | 53e  | -   |
| 2009/2010 | 36e  | -   | 12e  | DNF |
| 2010/2011 | 82e  | -   | 42e  | -   |
| 2011/2012 | 12e  | -   | Goud | -   |
| 2012/2013 | 31e  | -   | 4e   | -   |
| 2013/2014 | 19e  | -   | 4e   | -   |
| 2014/2015 | 109e | -   | 55e  | -   |
| 2015/2016 | 36e  | -   | 12e  | DNF |
| 2016/2017 | 28e  | 92e | 12e  | -   |
| 2017/2018 | 44e  | -   | 15e  | -   |
| 2018/2019 | 47e  | 87e | 24e  | DNF |
| 2019/2020 | 38e  | -   | 12e  | -   |

Wereldbekerzeges
| Datum            | Plaats  | Onderdeel                |
| ---------------- | ------- | ------------------------ |
| 25 november 2011 | Kuusamo | Sprint (klassieke stijl) |
| 2 december 2012  | Moskou  | Sprint (vrije stijl)     |
| 12 januari 2013  | Liberec | Sprint (klassieke stijl) |
| 14 maart 2014    | Falun   | Sprint (klassieke stijl) |